# Ручка (канцелярия)

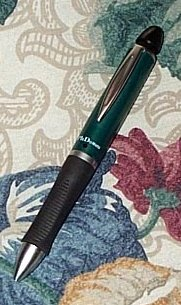
Шариковая ручка

Ручка — письменная принадлежность, удлиненный держатель для стержня с пастой или пера.

## Классификация
Выделяют следующие виды ручек:
- перьевые ручки
- шариковые ручки,
- капиллярные ручки,
- гелевые ручки
- ручки-роллеры,
- ручки с биополимерными чернилами.

В шариковых ручках иногда используются «стираемые» чернила.

## Термин и история

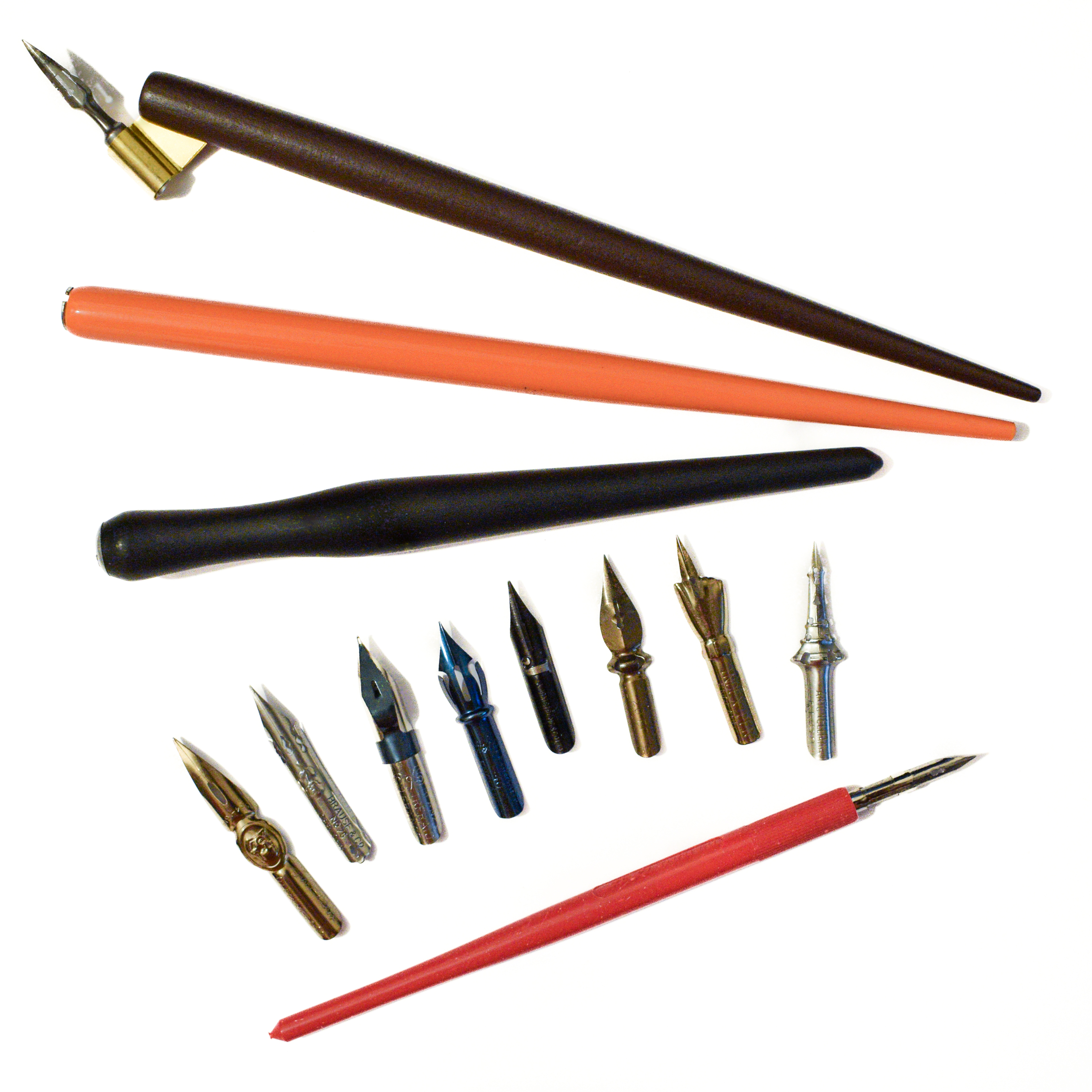
Ручки (перодержатели) со вставными сменными металлическими перьями

Писчие перья известны с глубокой древности, примерно с 3000 года до н. э. Они вырезались из стеблей тростника. Английское слово «pen» (ручка, птичье перо) произошло от латинского «penna» (перо птицы), поскольку большое распространение приобрели гусиные перья, которые затачивались у корня. С VI века до н. э. перья использовали на протяжении более тысячи лет многие цивилизации. Лучшие образцы изготавливались из перьев лебедей, индюков и гусей как имеющих в крыльях перья наибольшего размера. Археологические находки в руинах Помпеи включают бронзовые варианты перьев, однако распространение они получили лишь к концу XVIII века. Столетие спустя появились авторучки, капиллярную систему для которых придумал Л. Е. Уотерман (L. E. Waterman), нью-йоркский торговец канцелярскими товарами.
Около 1944 года венгр Ласло Биро (László Bíró), опираясь на последние методы изготовления шарикоподшипников для машин и оружия, добавил к капиллярному каналу шариковый механизм и представил миру шариковую ручку.
Русский же термин «ручка» (произошедший от слова рука) означал первоначально лишь перодержатель — ту часть пишущего устройства, которая использовалась как рукоятка для собственно пишущего узла (сменного металлического пера) в общем значении слова «ручка» — «часть какого-либо предмета, предназначенная для его держания рукой или руками». Затем слово «ручка» стало применяться целиком ко всему пишущему устройству любой конструкции, хотя сменное перо как таковое уже вышло из употребления.

### Эволюция инструментов письма
Насчитывает немногим более 6000 лет, ознаменована вехами, изменившими технологии и способы письма, и в кратком изложении выглядит так:
- Около 4000-3000 лет до н. э. — человек царапает влажную глиняную дощечку бронзовой или костяной палочкой.
- Около 3000 лет до н. э. — египтяне начинают использовать изображения в своих сочинениях. Надписи на свиток папируса наносятся тонкими тростниковыми кисточками или перьями.
- 1300 лет до н. э. — римляне используют деревянные плитки, покрытые тонким слоем воска, и стилос. Стирается написанное плоским или округлым задним концом стилоса.
- 600—1800 г. г. — европейцы обнаружили, что использование заточенного пера меняет стиль письма (почерк). Сначала они используют только заглавные буквы, но позже появляются и строчные для увеличения скорости написания. Перьевая ручка (гусиное перо), впервые появившаяся в Севилье, Испания, использовалась как пишущий инструмент с 600 по 1800 г. г. нашей эры.
- 1790-е — грифельный карандаш изобретён независимо во Франции и Австралии.
- 1800—1850 — металлическая перьевая ручка была запатентована в 1803 году, но патент не был использован в коммерческих целях. Стальные перья вошли в общественное применение в 1830-х. В XIX веке металлические ручки полностью вытеснили ручки из гусиных перьев. В 1850-х использование гусиных перьев заметно снизилось, когда качество стальных ручек улучшили, начав изготавливать наконечники из тяжёлых сплавов с добавлением иридия, родия, осмия.
- 1884 — страховой агент Льюис Эдсон Уотермен[англ.] (Lewis Edson Waterman) изобрёл первую настоящую авторучку.
- 1888—1916 — изобретение принципа работы шариковой ручки официально датируется концом XIX-го века. В 1888 году патент получил Джон Лауд (John Loud), 3 мая 1904 — Джордж Паркер, 1916 — Ван Вечтен Райзберг (Van Vechten Reisberg). В отличие от остальных патентов, эти использовались в коммерческих целях.
- 1940-е — изобретение современной шариковой ручки приписывается Йозефу Ласло и Джорджу Биро (см. выше). Летом 1943 года были изготовлены первые промышленные экземпляры. Права на патент были куплены Британским Парламентом. Шариковая ручка использовалась военными во время Второй мировой войны, так как была удобнее и прочнее перьевой.
- 1945 — шариковая ручка появилась на рынке (спустя 57 лет после выдачи патента) товаров США и стоила 12,5 долл. Ручка продавалась как «первая ручка, которая пишет под водой». Успех оказался головокружительным. Один из отделов крупного универмага в Нью-Йорке продал за время ланча 29 октября 1945 года более 10 000 ручек.
- 1953 — первые недорогие шариковые ручки появились, когда французскому барону Бику (Bich), основатель BIC Co, занимающемуся производством шариковых ручек, удалось заметно снизить затраты на производство путём усовершенствования технологического процесса.
- 1963 — японской компанией Ohto Co была разработана первая ручка-роллер. Технологический прогресс конца 80-х — начала 90-х годов значительно улучшил роллеры по всем показателям.
- 1984 — другой японской компанией, Sakura Color Products Corp, были изобретены гелевые ручки.
- 1990-е — общественное признание получают ручки с обрезиненными поверхностями, которые уменьшают нажатие на ручку и обеспечивают более комфортную фиксацию в руке .

## Шариковая ручка

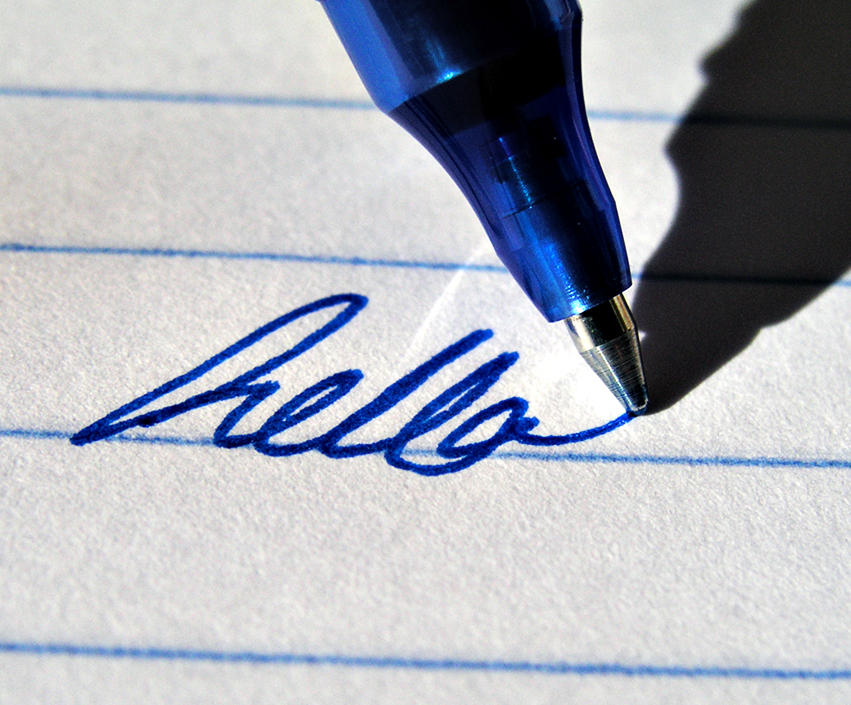
Письмо гелевой ручкой

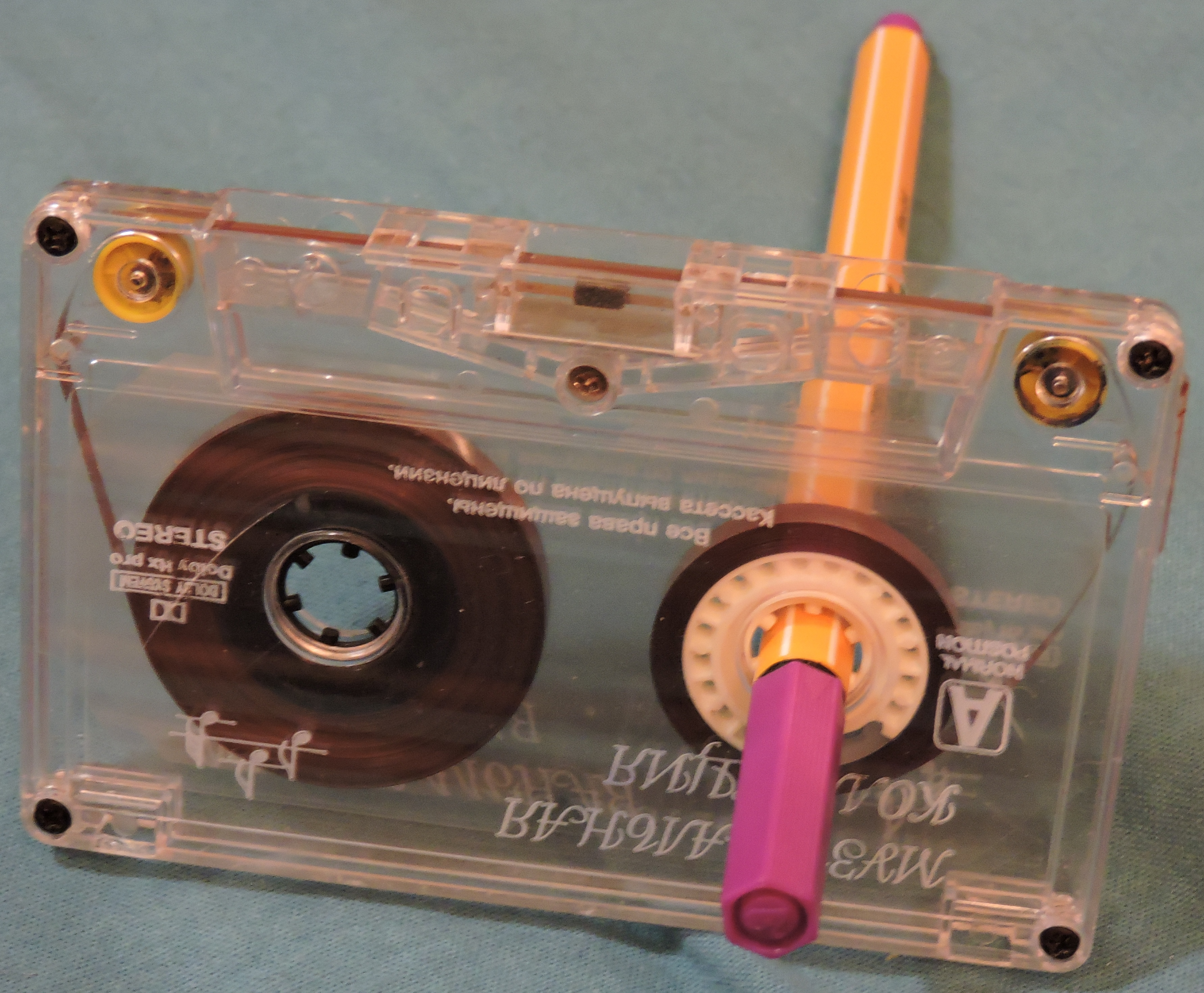
При неисправностях лентопротяжного механизма весьма часто аудиокассеты перематываются шариковой ручкой

Изобретена венгерским журналистом Ласло Биро (Laszlo Biro). В аргентинском городе, где многие годы жил журналист, такие ручки называются в честь него «биромами», эпонимическое название «биро» распространено и в Европе.
Первоначально предназначалась для Королевских военно-воздушных сил Великобритании, поскольку обычные перьевые авторучки не функционировали в самолётах на большой высоте из-за низкого атмосферного давления.
Существует два типа шариковых ручек — одноразовые и со сменными стержнями.
Несмотря на свою простоту, шариковая ручка получила популярность как подарок на знаменательные события (день рождения, повышение на работе, знак внимания и др.). Также ручка стала показателем социального статуса в некоторых кругах общества. Такие ручки делают из драгоценных металлов, а также наполняют разнообразием драгоценных камней.

## Культура
- С 1960-х годов компания Fischer разрабатывает космические захваты, которые могут работать при нулевом атмосферном давлении, нулевой гравитации и экстремальных температурах. До начала разработки американское аэрокосмическое агентство NASA использовало карандаши для своей лунной программы, но последние часто ломались и представляли опасность для астронавта (осколки могли попасть ему в глаз). Кроме того, дерево представляло опасность возгорания в кислородной атмосфере, и следует отметить, что эти перья - не единственные, которые можно использовать в космосе, обычные шариковые ручки тоже неплохо справляются со своей задачей (, астронавт Педро Дук).
- Существует также интересная легенда-анекдот, согласно которому НАСА потратило миллион долларов на разработку специальной шариковой ручки для работы в невесомости, а русские в космосе пользовались карандашом. Эта "притча" обычно приводится как иллюстрация рационального подхода к решению проблем, однако сама по себе она не имеет под собой реальной основы[3].
- Ручки с возможностью стирания собственных чернил обратным концом стали «коньком» с начала 1980-х до начала 1990-х. Выпускались с синими, чёрными и красными чернилами. Ручки почти исчезли из употребления из-за низкого качества чернил, негарантируемой «стираемости» и отсутствия конкретной области применения.
- Существует весьма популярное хобби, зародившееся в Японии[4] и распространившееся по всему миру — пенспиннинг, или «кручение ручки». Это вид манипуляции, где главную роль играет ручка и ловкость пальцев.
- В начале 21 века получили распространение "тактические перья", представляющие собой простые рукояти с колпачком, но изготовленные из алюминия, титана или нержавеющей стали. Они отличаются значительной толщиной стенок корпуса, максимальной устойчивостью к любым нагрузкам, что позволяет использовать их в качестве кастетов.
- Весьма часто шариковыми ручками перематывались аудиокассеты в случае неисправности лентопротяжного механизма магнитофона.

## Компьютер с перьевым вводом данных
Специальный манипулятор, внешне напоминающий ручку, позволяет вводить рукописные данные в компьютер. Далее введённые образы могут интерпретироваться системой оптического распознавания символов. См. Световое перо, Графический планшет, Сенсорный экран, Стилус.